# アルベルト・ロドリゲス
ホセ・アルベルト・ロドリゲス・チュクアン（Jose Alberto Rodríguez Chucuan、1977年5月25日 - ）はメキシコのプロレスラー。サン・ルイス・ポトシ出身。現在はアルベルト・エル・パトロン（Alberto El Patron）のリングネームでAAAに所属。
父はドス・カラス。弟はWWE傘下のNXTに所属した経験があり、現在はIWRGなどのメキシコのインディー団体で活動しているエル・イホ・デ・ドス・カラス。伯父にミル・マスカラスとエル・シコデリコ、従兄弟にシコデリコ・ジュニアがいる。

## 来歴

### プロレス

#### キャリア初期
14歳でレスリングを始め、体格に恵まれていたこともあり強豪として活躍し、2000年にはシドニーオリンピックのメキシコ代表に選ばれた。同年よりプロレスラーとなるために父であるドス・カラスの下でトレーニングを開始し、5月9日にメキシコのメジャー団体であるAAAにてドス・カラスがピラタ・モルガンとエル・テハノに襲撃されているところを登場して救出し、ドス・カラス・ジュニア（Dos Caras Jr.）としてデビューを飾った。
プロレスラーとしてのキャリアが間もないながらも2000年9月29日にはPPVであるVerano De Escandalo 2000に出場し、エル・アリブリヘ & ラ・パルカ & サングレ・チカナと組んでエル・コバルデ2号 & エル・テハノ & エスペクトロ・ジュニア & ピラタ・モルガンと8人制タッグマッチを行い勝利した。
2001年1月21日、ドス・カラスとタッグを組んでメキシコナショナルタッグ王座を保持し、因縁の相手でもあるエル・テハノ & ピラタ・モルガンにキャリア初のタイトルマッチを行うが敗戦した。10月14日、格闘探偵団バトラーツの格闘ロマン2001 〜YUKI-BOM-BA-YA〜にて村上和成に4分23秒、反則勝ち。
2002年11月17日、K-1、ドリームステージエンターテインメント、全日本プロレス共催のイベントであるWRESTLE-1に参戦。仮面貴族の隠し兵器であるサム・グレカラスと組んでカズ・ハヤシ & 太陽ケアと対戦し、ダブル・フライング・クロスチョップを繰り出すなど観客を盛り立てて勝利した。12月15日、ZERO-ONEに参戦し、同じ2世レスラーであるジミー・スヌーカ・ジュニアと組んで横井宏考 & 佐藤耕平と対戦して勝利。
2003年7月、ZERO-ONEに再び参戦。リスマルク・ジュニアと組んでOH祭タッグトーナメントに出場。同月13日、2回戦で小川直也 & 藤井克久と対戦するが敗戦した。
2004年1月4日、ハッスルの旗揚げ戦となるハッスル1に参戦。ソラールと組んでカズ・ハヤシ & 小島聡と対戦するが敗戦した。10月23日、再びハッスルに参戦。ハッスル6にてリスマルク・ジュニアと組んで出場。高田モンスター軍の一員としてエル・ハテナ・ドス（El Hatena Dos）、リスマルク・ジュニアはエル・ハテナ・ウノとしてコミカルなキャラクターで登場し、ハッスル仮面きん & ハッスル仮面ぎんと対戦するが敗戦した。
11月、メキシコのメジャー団体であるCMLLに入団。同月5日、エレア・パーク & ショッカーと組んでラ・フリア・デル・ノルテ（エクトール・ガルサ & ペロ・アグアヨ・ジュニア & タルサン・ボーイ）と対戦して勝利した。CMLLデビュー後、しばらくは6人制タッグマッチを中心に出場するが2005年よりタイトル獲得のチャンスの訪れ、5月10日にはCMLL世界ヘビー級王座を保持するウニベルソ・ドスミルに挑戦するが敗戦。27日にはCMLL世界ライトヘビー級王座を保持するウルティモ・ゲレーロに挑戦するが敗戦し、いずれも戴冠するに至らなかった。
2006年3月4日、闘龍門MEXICOに参戦。ワンデイトーナメントであるヤマハカップにリスマルク・ジュニアと組んでエントリーして決勝まで進出するもチャック・パルンボ & ジョニー・スタンボリーと対戦して敗戦し、準優勝に終わった。3月31日、2世レスラーのトーナメントであるラ・コパ・ジュニア2006に出場し決勝まで進出。エクトール・ガルサと対戦して勝利し、優勝。プロレスラーとしてのキャリア初のタイトルを獲得した。
2007年7月8日、CMLL世界ヘビー級王座を保持するウニベルソ・ドスミルに挑戦して勝利し、ベルトを奪取。CMLL世界ヘビー級王者となってからは2008年12月22日にウルティモ・ゲレーロに敗戦して王座陥落するまで1年に渡りベルトを守り抜いた。CMLL世界ヘビー級王座陥落後、タイトル戦線では後一歩というところまで行くも届かない状態が続いたものの2009年にはルードに転身して大活躍し、ストーリーラインを盛り上げた。6月12日、ショッカーとの3本勝負を行って敗戦したのを最後にCMLLを退団した。

#### WWE

##### FCW
2009年6月17日、WWEと契約を交わして入団。傘下団体であるFCWにおいてトレーニングを開始し、7月9日にクリス・ローガンとデビュー戦を行うも敗戦。15日にはリングネームをドス（Dos）へと変更。従兄弟であるシコデリコ・ジュニアとタッグを組んでクリストフ・ヘルツォーク & ヴァンス・アーチャーと対戦して勝利した。30日、リングネームをアルベルト・バンデラス（Alberto Banderas）へと変更し、マスクを脱いで素顔で活動。

##### WWE

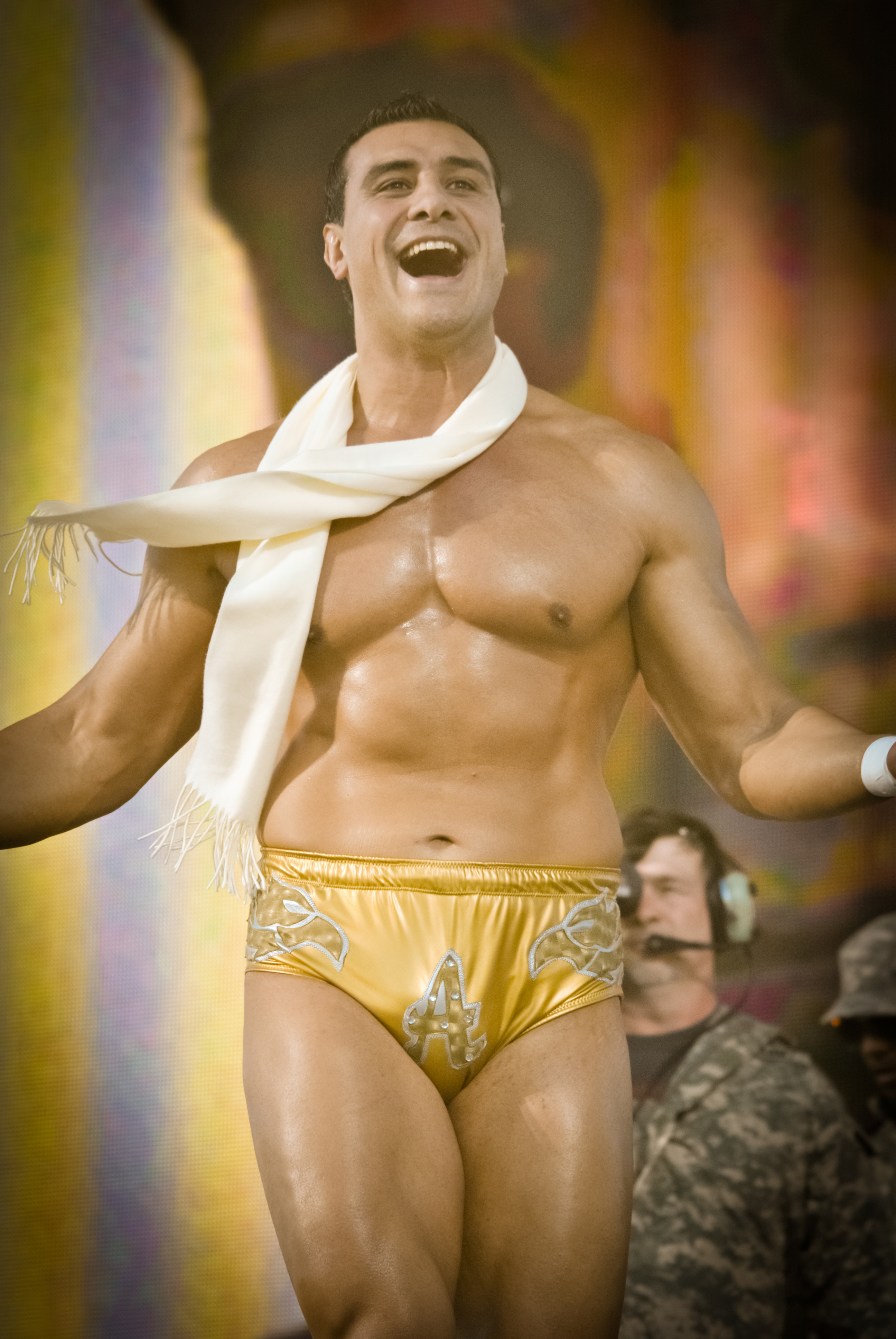
2010年 Tribute to the Troops

2010年5月、WWEのダーク・マッチとハウス・ショーにて再びドス・カラス・ジュニアとして登場。7月からSmackDownにてアルベルト・デル・リオ（Alberto Del Rio）にリングネームを変更してプロモーションを行う。専属リングアナウンサーのリカルド・ロドリゲスを従え、高級車を乗り回し、メキシコの貴族出身を自称する高慢なヒールとして登場（スペイン王家の血を引くメキシコの大富豪とアナウンスされた）、8月20日の放送においてレイ・ミステリオから勝利を奪うという破格のデビューを飾った。翌週にミステリオを襲撃し負傷させ、アングル上で休場に追い込んだ。その後クリスチャンと抗争するが、クリスチャンが大胸筋断裂で実際に負傷したため、ミステリオ同様の負傷アングルで抗争は終決。入れ替わりに10月1日の放送局移籍記念のSmackDownにてミステリオが復帰、抗争が再開された。11月に2年ぶりに開催されたキング・オブ・ザ・リングでは、予選でロドリゲスの援護もありビッグ・ショーにカウントアウトで勝利、1回戦でダニエル・ブライアンを破るが、2回戦でミステリオの邪魔が入りジョン・モリソンに敗れた。同年12月から新人発掘番組であるNXTシーズン4では、コナー・オブライアンやブローダス・クレイを指導するプロとして登場した。
2011年1月30日、Royal Rumble 2011のランブル戦で優勝し、WrestleMania XXVIIでの世界ヘビー級王座への挑戦権を獲得。4月3日、WrestleMania XXVIIにて王者であるエッジに挑戦するも敗退した。4月25日、ドラフトでRAWに移籍。6日後のExtreme Rules 2011ではエッジの引退によって空位になった世界ヘビー級王座の新王者を決定するラダー・マッチでクリスチャンと対戦し、クレイとロドリゲスを介入をさせるもエッジの援護により有利になったクリスチャンに敗戦。王座戴冠は果たせなかった。
7月17日、Money in the Bank 2011において8選手参加のマネー・イン・ザ・バンク・ラダー・マッチに勝利し、いつでもどこでもWWE王座に挑戦できる権利を獲得。8月14日のSummerSlam 2011ではCMパンクがジョン・シナを破り統一WWE王者となったが、試合後にケビン・ナッシュが乱入しパンクを襲撃。そこへデル・リオが登場して挑戦権を行使し、パンクをフォール。メキシコ人初のWWE王者となるが、再戦権を行使したシナと9月18日のNight of Champions 2011にて対戦し敗退、王座を失った。
王座陥落後、10月2日のHell in a Cell 2011でのシナ & CMパンクとのトリプル・スレット・ヘル・イン・ア・セルに勝利してベルトを奪還。10月23日のVengeance 2011ではシナから勝利して王座を防衛するも、11月20日のSurvivor Series 2011でCMパンクに王座を奪われた。12月18日のTLC 2011では王座奪還に失敗。翌19日のRAWでは試合中に股関節を負傷し、欠場に追い込まれた。
2012年、WrestleMania XXVIIIの直後に復帰。世界ヘビー級王者であるシェイマスに反則勝ちし、世界王座挑戦権を獲得。以後、シェイマスとの抗争が展開されたが、王座獲得には至らなかった。9月よりオートンとの抗争を開始し、11月6日のSmackDownで一騎討ちを行うも敗戦。オートンとの抗争終了後、TLC 2012にてロドリゲスを襲った3MBを倒すためにフェイスターンする。
2013年1月8日、SmackDownにて世界ヘビー級王者であるビッグ・ショーとラストマン・スタンディングマッチでの王座戦に挑戦し勝利。初の世界ヘビー級王座を戴冠した。その後もビッグ・ショーやジャック・スワガーから王座を守ったが、WrestleMania 29直後のRAWのスワガー & ゼブ・コルター戦で足に大ダメージを負ったところをMr.マネーのドルフ・ジグラーに挑まれ、王座を失う。しかし、Extreme Rules 2013でスワガーとのアイ・クイットマッチに勝利して挑戦権を守り、Payback 2013にてジグラーと対戦。頭部にダメージを受けていたジグラーの頭を何度も蹴って王座を奪還したことでファンの反感を買い、ヒールターンした。ジグラーやクリスチャンなどを相手に王座を防衛したが、ロブ・ヴァン・ダムとの対戦でロドリゲスが用意した凶器で敗戦。これをきっかけにロドリゲスを襲撃して専属リングアナから解雇とした。RVD & ロドリゲスと抗争を展開して王座を防衛するも、WWE Hell in a Cell 2013にてシナと対戦して敗戦し、王座を奪われた。
2014年、Royal Rumble 2014の開催期間が近づき、復帰する事が発表されていたバティスタを倒す事を宣言。バティスタの友人という程でデル・リオに反感を買ったレイ・ミステリオと短期抗争を展開し、勝利したもののバックステージから乱入したバティスタからリング外へと追い出された。Royal Rumble 2014ではロイヤルランブルマッチにて27番目に登場し、続いて28番目に登場してきたバティスタとの対戦を迎えるも脱落させられる結果に終わった。Elimination Chamber 2014ではバティスタとシングルマッチによる遺恨戦を組まれたものの故障していた事もあり、出場する事を拒否していたもののリングへと入ると故障を偽り、松葉杖を使ってバティスタを奇襲するも敗戦した。バティスタとの抗争後、IC王座挑戦権争奪トーナメントやUS王座争奪4wayマッチなどに出場するも結果を出せず、Money in the Bank 2014では世界ヘビー級王座争奪ラダーマッチに出場するもベルトを奪取するに至らなかった。8月7日、スタッフと言い争いを起こしていた事など、素行不良によりWWEから解雇となった。

#### AAA
WWE解雇後、2014年8月11日、同月17日にAAAにて行われる年間最大のイベントであるTriplemanía XXIIにて復帰する事が発表された。アルベルト・デル・リオはWWEが商標登録しているため、リングネームをエル・パトロン・アルベルト（El Patron Alberto）へと変更した。9月14日、Ring & Rock StAAArs 3にてミステシス & ラ・パルカと組んでラ・ヌエバ・ソシエダード（アベルノ & エル・テハノ・ジュニア & ペロ・アグアヨ・ジュニア）と対戦して勝利した。10月8日、WRESTLE-1のWRESTLE-1 TOUR 2014 初代王者決定トーナメントにて11月1日に開催されるイベントであるHOLD OUTにアルベルト（Alberto）のリングネームで参戦する事が発表された。そして11月1日、WRESTLE-1にて船木誠勝と対戦。船木の蹴り技に苦戦するも最後には隙をついて船木のタイツをつかんだままの横入り式エビ固めで勝利した。11月15日、ペンシルベニア州に所在するかつてECWアリーナの名で知れた2300アリーナにて行われたトミー・ドリーマーが主宰する団体であるHOH（House of Hardcore）にゲスト出演。リングに上がりマイクパフォーマンスをしている最中に襲撃してきたブライアン・マイヤーズを撃退し、観客を沸かせた。12月7日、PPVであるGuerra de Titanes 2014にてAAA世界ヘビー級王座を保持するエル・テハノ・ジュニアに挑戦して勝利。ベルトを奪取すると共にCMLL、AAA両団体の最高王座獲得経験者となった。12月11日、ROHにアルベルト・エル・パトロン（Alberto el Patron）のリングネームで参戦する事を発表。同月13日、イングランドのインディー団体であるFPW（Future Pro Wrestling）のイベント、Jingle Bell Brawlに参戦。マーティー・スカールと対戦して勝利した。
2015年1月3日、ROHにてクリストファー・ダニエルズと対戦し、クロス・アームブリーカーを決めて勝利。試合後は互いを健闘し合うも突如介入してきたジェイ・リーサルにより襲撃されるもダニエルズとカザリアンに救出された。5月24日、ルチャドールによるワールドカップと言えるトリオトーナメント、Victoria Lucha Libre World Cupにミステシス & レイ・ミステリオ・ジュニアとメキシコドリームチームを結成。決勝まで勝ち進み、TNA & ルチャアンダーグラウンド連合チーム（ミスター・アンダーソン & ジョニー・ムンド & マット・ハーディー）と対戦して勝利し、優勝を飾った。

#### WWE
2015年10月25日、WWEのHell in a Cell 2015にて車椅子に乗って入場してきたゼブ・コルターに呼ばれて電撃復帰を果たし、WWE US王座を保持するジョン・シナに挑戦して最後にダブル・ニー・バックブリーカーからスーパーキックをシナの顔面に決めて勝利した。10月26日、RAWにてバックステージのインタビューでWWE US王座をコルターの独断でWWEメックスアメリカン王座へと改称する事を宣言。試合ではネヴィルとノンタイトルマッチを行い最後にネヴィルをコーナー際のトップロープへ宙づりの状態にしてコーナーポスト上からダブルフットストンプを見舞い勝利した。11月5日、SmackDownにてネヴィルと再戦。最後にダブルフットストンプを決めて勝利。試合後にネヴィルにスーパーキックを浴びせてからクロスアーム・ブリーカーを決めて追い打ちをかけているところへジャック・スワガーが乱入。リング上で睨み合う展開になった。12月13日、TLC 2015にてスワガーとチェアーズマッチによるUS王座戦を行う。リング内に何脚もの椅子が扱われ互いに叩き合いを展開。終盤にはトップロープでの攻防でクロスアーム・ブリーカーを極め、セカンドロープに跨った状態のスワガーの背中へ椅子で殴打するとリング内にある椅子をかき集めてその上にダブルフットストンプを見舞い勝利した。
2016年1月11日、RAWにてカリストとWWE US王座戦を行う。終盤にサリーダ・デル・ソルを狙われるが切り返してカウンターのミドルキックを喰らわせ悶絶させる。そしてジャーマンスープレックスを仕掛ようとしたところを切り返されると丸め込まれ敗戦。王座から陥落。同月14日、SmackDownにてカリストとリベンジマッチを行い、終盤にロープにもたれていたカリストへストロークを決めようとするが避けられ場外へ転落。すかさずカリストがスーサイド・ダイブを仕掛けてきたところへセコンドのキング・バレットのサポートにより避けて誤爆させるとリング内に放り込み、最後にクロスアーム・ブリーカーを決めて勝利。ベルトを奪い返した。
8月18日、ウェルネスポリシーに違反した為に30日間の謹慎処分を受ける。9月9日、WWEから解雇となった。

#### インディー団体
WWE解雇後、2016年9月24日、イングランド・ニューカッスル・アポン・タインを拠点とするWCPW（WhatCulture Pro Wrestling）に参戦。ビッグ・ダモと対戦。最後にクロスアーム・ブリーカーを決めて勝利。10月15日、WWC Aniversario 43にてペイジを同伴して凱旋。レイ・ゴンザレスとラ・ファウラ・デ・ラ・ムエルテ・マッチを行い、最後にメキシコ国旗で殴打して勝利した。同月16日、WWC Aniversario 43にてカリートと対戦して勝利。試合後にはペイジをリングに招き入れるとプロポーズをした。11月12日、ニュージャージー州を拠点とするJAPWのJAPW 20th Anniversary Showに参戦。サミ・キャラハンと対戦。終盤にストレッチマフラーで極められるが切り返すとクロスアーム・ブリーカーを決めて勝利。12月17日、WCPWにてジョニー・ムンドと対戦。終盤にムンドの450°スプラッシュを避けるとクロスアーム・ブリーカーを決めて勝利。
2017年2月12日、WCPW True Destinyにてカート・アングルと対戦。最後にアンクルロックを極められ敗戦。

#### Impact Wrestling / GFW
2017年3月2日、Impact Wrestlingと契約を交わし入団。同月9日、Impact Wrestlingにて初登場。TNA世界ヘビー級王座を保持するラシュリーに挑戦。試合終盤、ラシュリーがレフェリーを身代わりにしてスーパーキックを誤爆するとリング上は無法地帯と化し、場外よりベルトを持ち出したラシュリーにスーパーキックを浴びせベルトを奪い殴打するとフォールを奪い勝利。ベルトを奪取した。しかし、この裁定に対し不服として訴えたラシュリーの申し立てが通り王座を剥奪された。5月12日、GFWからImpact Wrestlingへと管理が移ったベルトであるGFWグローバル王座を保持するマグナスに挑戦。終盤にトーメンタームを仕掛けられようとしたところから切り返すとクロスアーム・ブリーカーを決めてギブアップを奪い勝利。ベルトを奪取した。7月2日、Slammiversary XVにてImpact Wrestling世界ヘビー級王座を保持するラシュリーと自身のGFWグローバル王座を懸けて統一王座戦を行う。多数の総合格闘家をセコンドに率いるラシュリーに対して自身は家族であるドス・カラスとエル・イホ・デ・ドス・カラスを招聘。終盤に両者場外に落ちた際にキング・モーより起こされようとしたところにドス・カラスにより助けられるがこの行為に憤慨したラシュリーがドス・カラスと口論している隙を突いて延髄斬りからダブルフットストンプを決めて勝利。統一王者になった。同月9日、フロリダ州に所在するオーランド国際空港にて恋人であるペイジと喧嘩となり、警察沙汰になる事件を起こして問題となった為、無期限の出場停止を言い渡される。8月14日、7月に問題を起こした件で統一GFW世界ヘビー級王座のベルトを剥奪される。11月5日、Bound for Glory 2017にてインパクト・グローバル王座を保持するイーライ・ドレイク vs 挑戦者のジョニー・インパクトの試合で乱入。インパクトに対して加担しようと見せかけスティールチェアーで殴打。ドレイクにフォールさせて勝利をアシストした。2018年4月7日、解雇となった。
2020年5月に元交際相手から誘拐&性的暴行の容疑で訴えられて裁判中だったが、先日元交際相手はインスタグラムに”私の間違いでデル･リオ･ファミリーに迷惑をかけた事を謝罪します。”と投稿した。どうやらその後元交際相手は訴えを取り下げた模様。告訴はテキサス州ベア郡で起こされベア郡のサイトにも告訴の内容が掲載されていたが、現在ではすでにこの内容は削除されている。

### 総合格闘技
2001年、総合格闘家であるマルコ・ファスに師事。史上初の覆面バーリトゥーダーとなった。8月18日、DEEP2001 in YOKOHAMAで謙吾と対戦。フロントスープレックスで投げた際に謙吾が右肘脱臼した事によりTKO勝利。
2002年3月30日、DEEP 4th IMPACTで謙吾とのリベンジマッチを組まれ、チョークスリーパーで一本負け。9月7日、DEEP 6th IMPACTにて中野巽耀とプロレスラー対決を行い、チョークスリーパーで勝利。
2003年9月15日、DEEP 12th IMPACTにてリングスに参戦した経験のあるブラッド・コーラーと対戦して肩固めで勝利。10月5日、PRIDE 武士道にてミルコ・クロコップと対戦して46秒で左ハイキックを喰らいKO負け。
2004年2月1日、PRIDE.27にて中村和裕に0-3で判定負けを喫した。

## その他
- 「初代タイガーマスクの試合をビデオで見てプロレスラーを志した。」と語るほど日本マットへの思い入れが強い[31]。

## 得意技

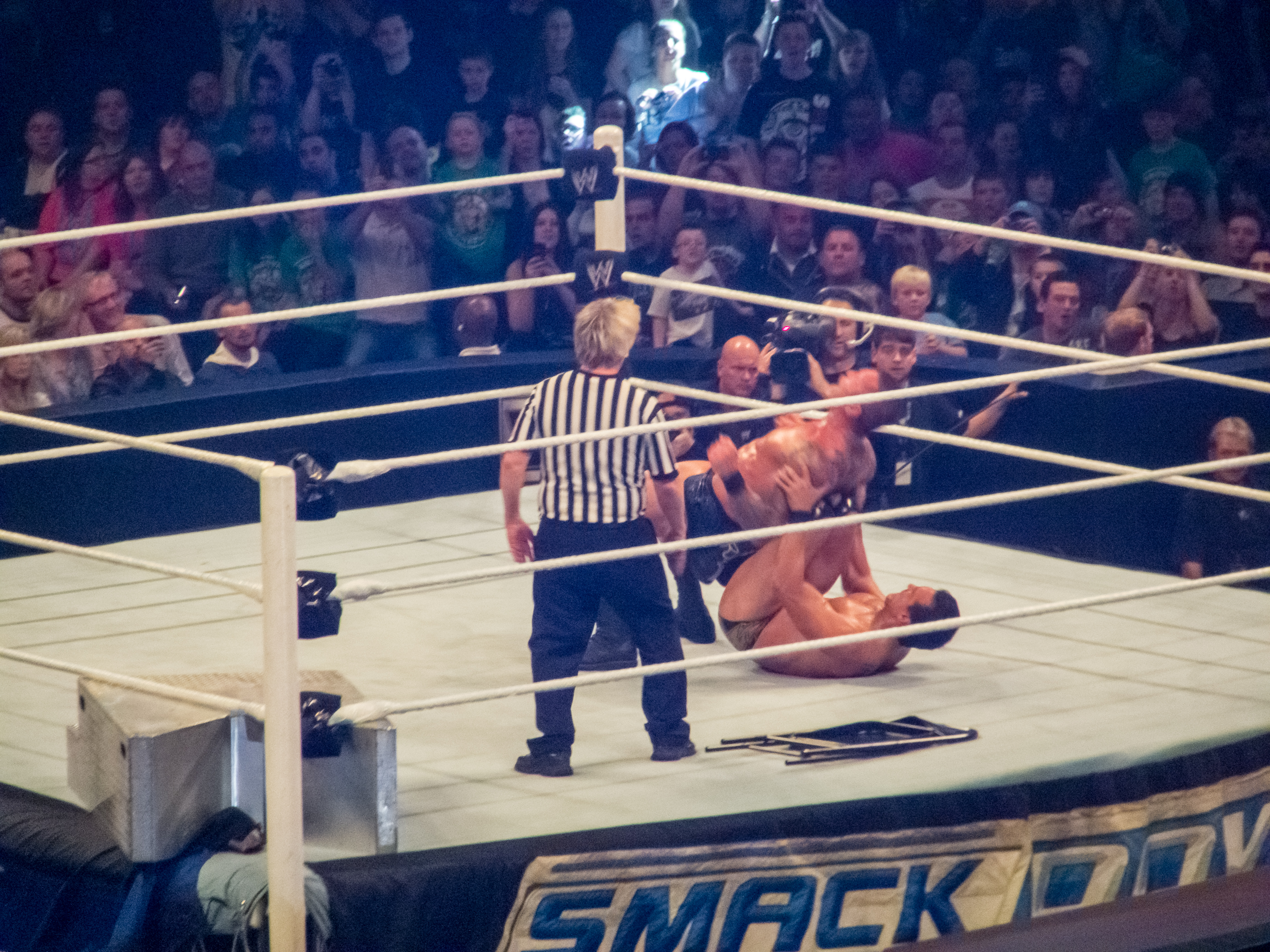
ダブル・ニー・バックブリーカー

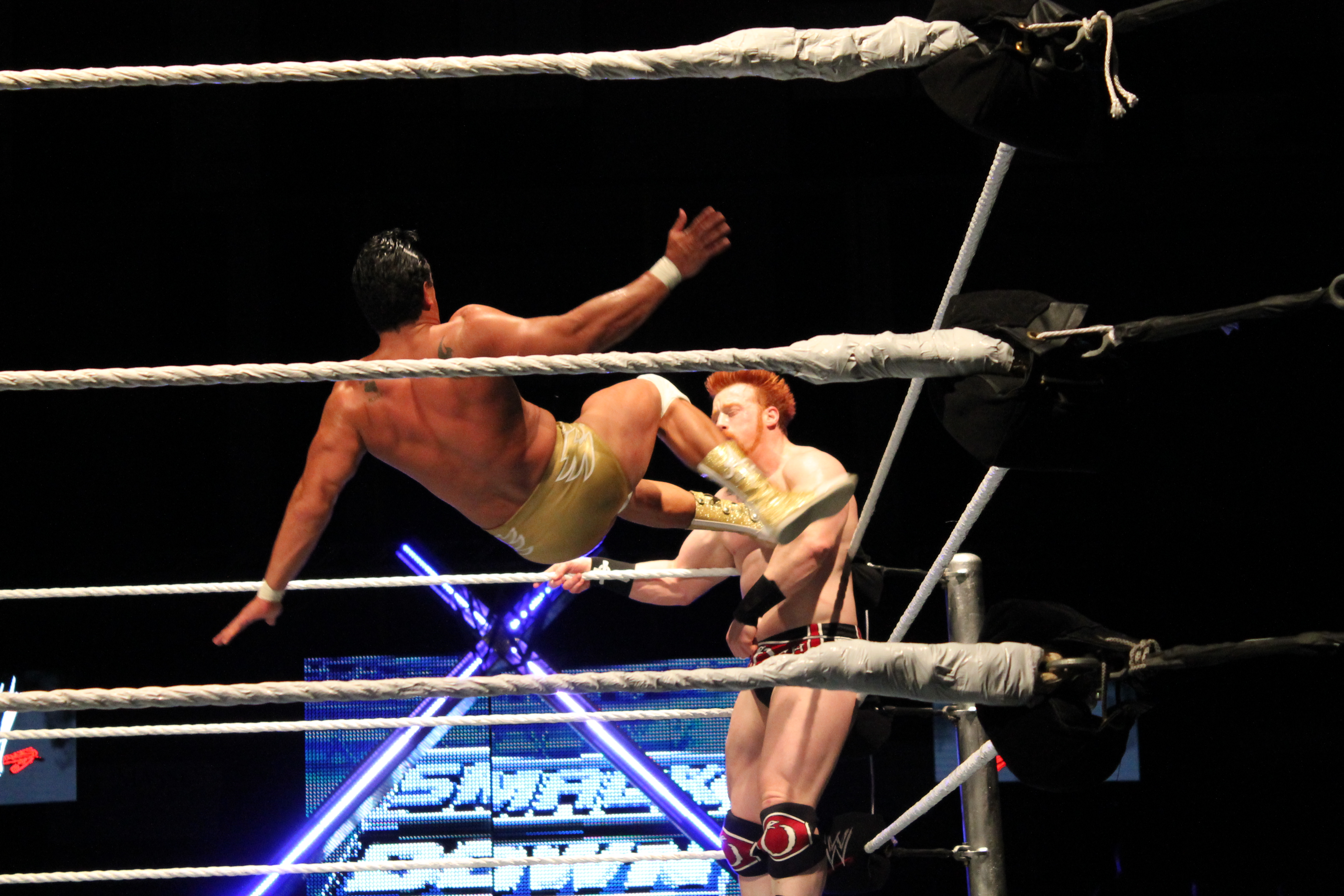
延髄蹴り

### フィニッシュ・ホールド

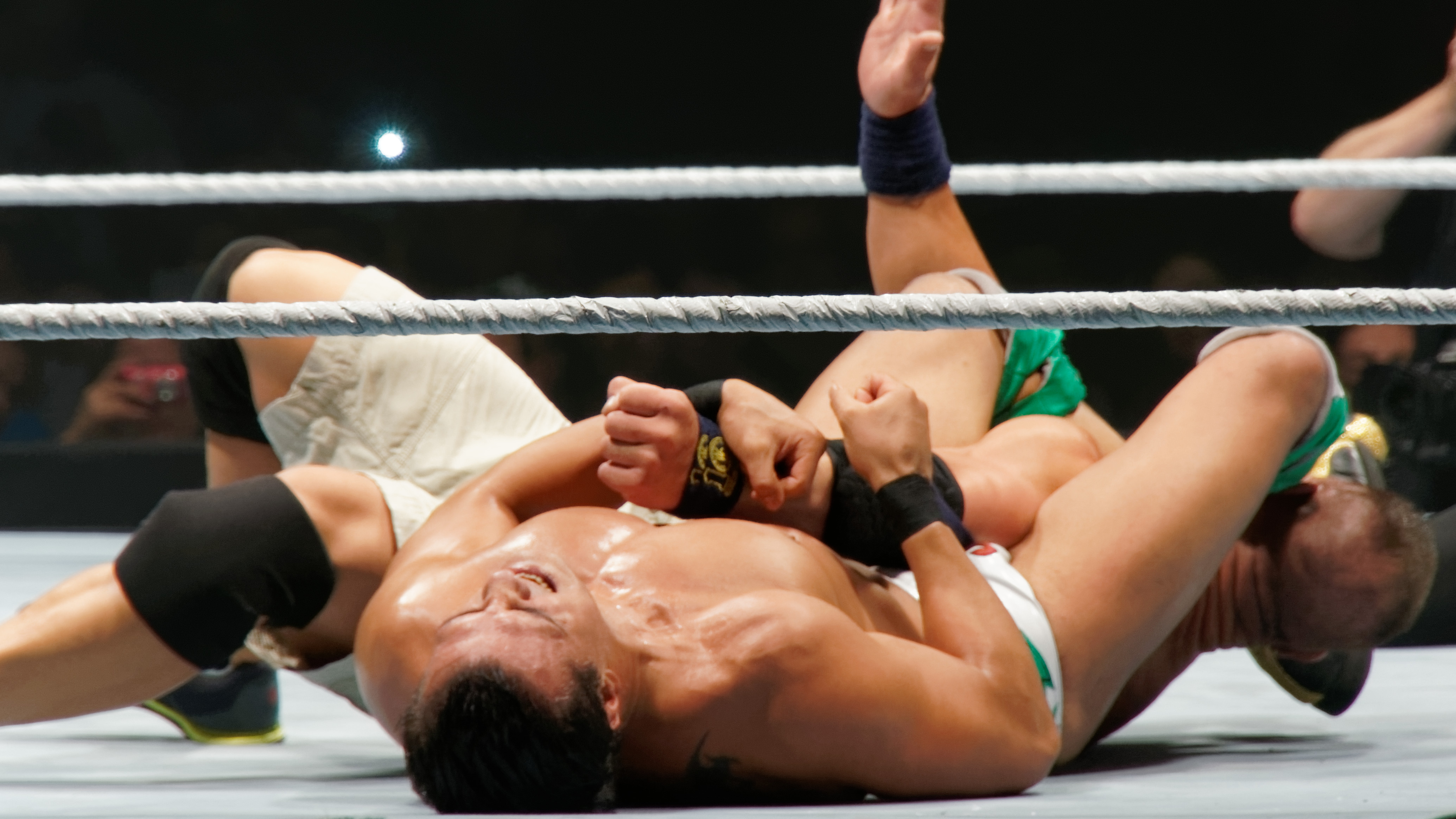
クロスアーム・ブリーカー
現在のフィニッシャー。飛びつき腕挫き十字固め。総合格闘技で四点ポジションと呼ばれる相手が四つん這い状態からの巻き込み式や、仰向けにダウンしている相手に一般的な腕ひしぎ十字固めの要領でかける場合もある。
ダブル・フット・ストンプ
コーナーでの攻防時、相手を逆さ吊り状態にして上から踏み潰すように使用する。
延髄斬り
コーナーにもたれかかっている相手に対してよく使用する。たまにトップロープ上の相手にも使用する。場合によっては不意打ちで使用してフィニッシャーに成り得る。
スーパーキック
尻もちをついたり膝から崩れている相手の顔面を狙って放つ。2013年6月、この技でジグラーから世界王座を獲ったことで「世界王座を獲った蹴り」とたびたびアナウンスされ、格下の相手に対してはフィニッシャーとなる。

### その他
スープレックス
スーパープレックス
ジャーマンスープレックス
DDT
前屈みになった相手の首の後ろに正面から左腕を回して相手の頭を左脇に抱え込み、相手の頭を抱えたまま背中から倒れて、その勢いで前のめりに倒れ込んだ相手の頭部を打ちつける。
ダブル・ニー・アームブリーカー
バックスタバーの体勢で相手の腕に飛びつき引き倒しながら相手の腕にダメージを与える。基本的には正面から仕掛けるが、ごくまれに背後から仕掛ける場合もある。
ダブル・ニー・バックブリーカー
カリートのバックスタバーと同型技。
ケブラドーラ・コンヒーロ
風車式バックブリーカー
リバース・スーパー・スープレックス
ウルティモ・ゲレーロの得意技ゲレーロ・スペシャルと同型の雪崩式リバース・ブレーンバスター。
コーナーでの攻防時に使用する場合がある。
トペ・スイシーダ
プランチャ・スイシーダ
ジャーマン・スープレックス
ムーンサルト・プレス

## 獲得タイトル

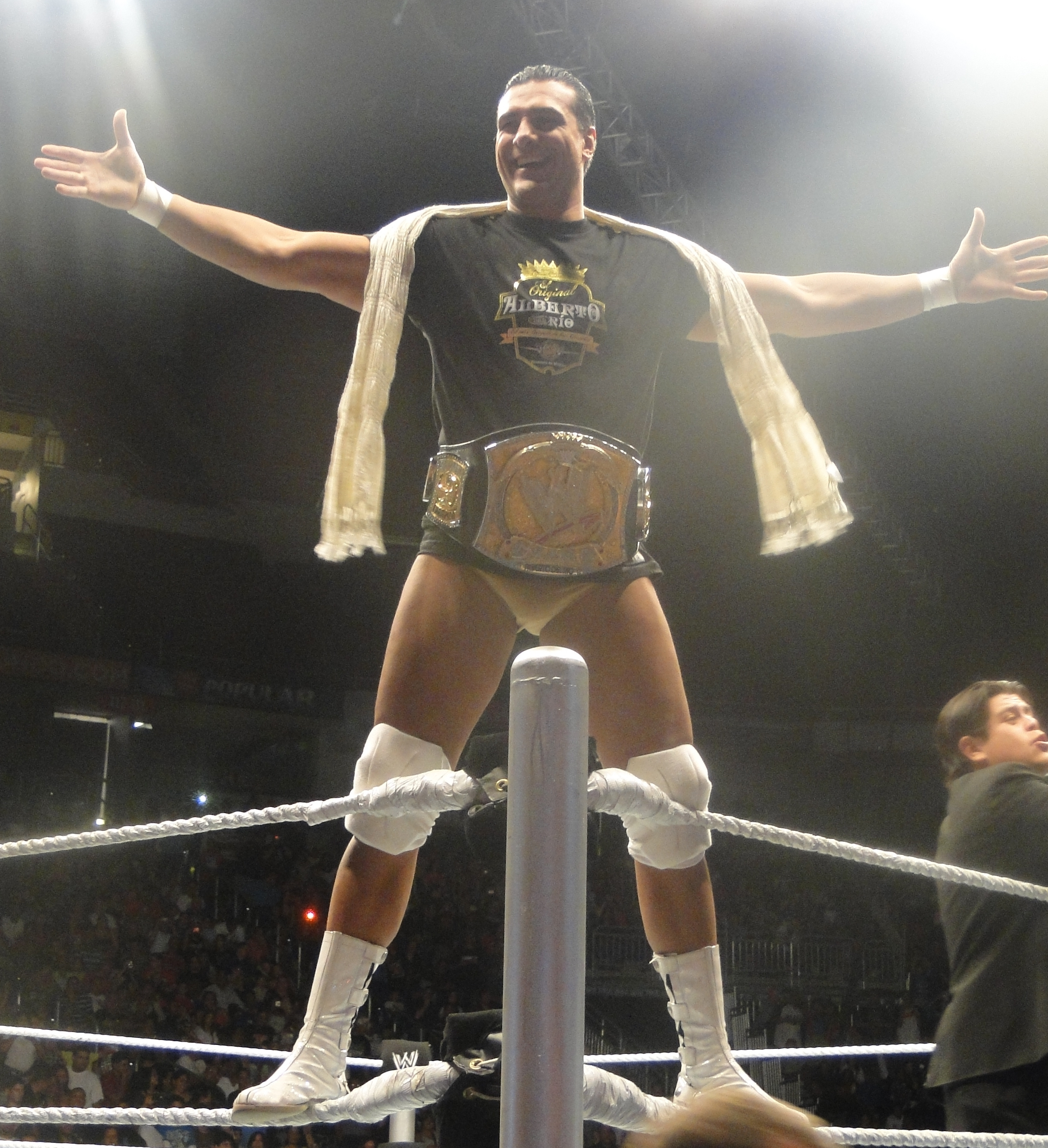
WWE王者時代

Impact Wrestling / GFW
- GFWグローバル王座 : 1回
- GFW統一世界ヘビー級王座 : 1回

AAA
- AAAメガ王座 : 1回

WWL
- WWL世界ヘビー級王座 : 1回

WWE
- WWE世界ヘビー級王座 : 2回
- WWE王座 ： 2回
- WWE US王座 : 2回
- ロイヤルランブル : 2011年
- Mr.マネー・イン・ザ・バンク : 2011年

CMLL
- CMLL世界ヘビー級王座 ： 1回
- ラ・コパ・ジュニア ： 2006年優勝

## 戦績
| 総合格闘技 戦績 | 総合格闘技 戦績 | 総合格闘技 戦績 | 総合格闘技 戦績 | 総合格闘技 戦績 | 総合格闘技 戦績 | 総合格闘技 戦績 |
| --------------- | --------------- | --------------- | --------------- | --------------- | --------------- | --------------- |
| 14 試合         | (T)KO           | 一本            | 判定            | その他          | 引き分け        | 無効試合        |
| 9 勝            | 2               | 7               | 0               | 0               | 0               | 0               |
| 5 敗            | 2               | 1               | 1               | 1               | 0               | 0               |

| 勝敗 | 対戦相手             | 試合結果                         | 大会名                                  | 開催年月日     |
| ×    | ヤマモト・ハンシ     | 2R 2:47 TKO（パンチ連打）        | Cage of Combat 4: Spanish Bombs         | 2010年2月27日  |
| ○    | アルター・バート     | 1R 3:51 KO（ハイキック）         | Cage of Combat 3: San Vale Tudo         | 2010年2月13日  |
| ○    | 森谷俊之             | 1R 3:17 ネッククランク           | Cage of Combat 1                        | 2009年12月26日 |
| ○    | イグナシオ・ラグーナ | 2R 2:36 チョークスリーパー       | Berkman MMA Promotions 1                | 2008年12月15日 |
| ○    | ハト・キヨシ         | 2R 2:31 チョークスリーパー       | MMA Xtreme 17                           | 2007年12月15日 |
| ○    | フォアオ・トゥア     | 1R 2:41 フロントチョーク         | MMA Xtreme 14                           | 2007年10月13日 |
| ○    | ジョージ・キング     | 1R 4:00 チョークスリーパー       | VFX: Vale Tudo Fighters Mexico          | 2007年5月27日  |
| ×    | 中村和裕             | 3R（10分/5分/5分）終了 判定0-3   | PRIDE.27 TRIUMPHAL RETURN               | 2004年2月1日   |
| ×    | ミルコ・クロコップ   | 1R 0:46 KO（左ハイキック）       | PRIDE 武士道                            | 2003年10月5日  |
| ○    | ブラッド・コーラー   | 1R 1:25 ギブアップ（右肩の負傷） | DEEP 12th IMPACT in OHTAKU              | 2003年9月15日  |
| ×    | 伊藤博之             | 1R 3:21 反則（ロープ掴み）       | DEEP 9th IMPACT in KORAKUEN HALL        | 2003年5月5日   |
| ○    | 中野巽耀             | 1R 4:05 チョークスリーパー       | DEEP2001 6th IMPACT in ARIAKE COLOSSEUM | 2002年9月7日   |
| ×    | 謙吾                 | 2R 3:56 チョークスリーパー       | DEEP2001 4th IMPACT in NAGOYA           | 2002年3月30日  |
| ○    | 謙吾                 | 1R 0:50 TKO（右肘の脱臼）        | DEEP2001 in YOKOHAMA                    | 2001年8月18日  |

## 入場曲
- Funba Rumba
- Realeza
- Realeza 2013
- Flijolero
- Hellfire
- A League of Their Own
- Power of Mexico - 現在使用中